# Simabukuro Micutosi
Simabukuro Micutosi (島袋 光年; Hepburn: Shimabukuro Mitsutoshi; Naha, Okinava, 1975. május 19. –) japán mangaművész. Első munkája, mellyel elnyerte az Akacuka-díjat legtehetségesebb új szerző kategóriában, 1996-ban jelent meg a Súkan Sónen Jump magazinban. Szeikimacu Leader den Takesi! (世紀末リーダー伝たけし!, ’"Takesi, egy korszak végének vezére!"’) (1997–2002, 24 kötet) című sorozatával 2001-ben elnyerte a Shogakukan manga-díjat gyerekeknek szóló manga kategóriában. Jelenleg is futó sorozata a Toriko (トリコ), mely 2008-tól jelenik meg a Súkan Sónen Jump hasábjain.
Simabukurót 2002-ben letartóztatták, amiért 80,000 jent fizetett egy tizenhat éves lánynak, hogy az szeretkezzen vele. Ennek eredménye lett éppen futó sorozatának, a Szeikimacu Leader den Takesi-nek a felfüggesztése.
Simabukuro barátságot ápol Oda Eiicsiróval, a One Piece alkotójával.

## Munkái
- Szeikimacu Leader den Takesi! (1997-2002; Súkan Sónen Jump and Super Jump, Shueisha)
- Ring (2004-2005; Super Jump, Shueisha)
- Toriko (2008-2016; Súkan Sónen Jump, Shueisha)
  - One Piece x Toriko (2011; Súkan Sónen Jump, Shueisha)
- Toriko Gaiden (2009; Shueisha)